# British European Airways
Die British European Airways (kurz: BEA) war eine staatliche Fluggesellschaft in Großbritannien.

## Geschichte

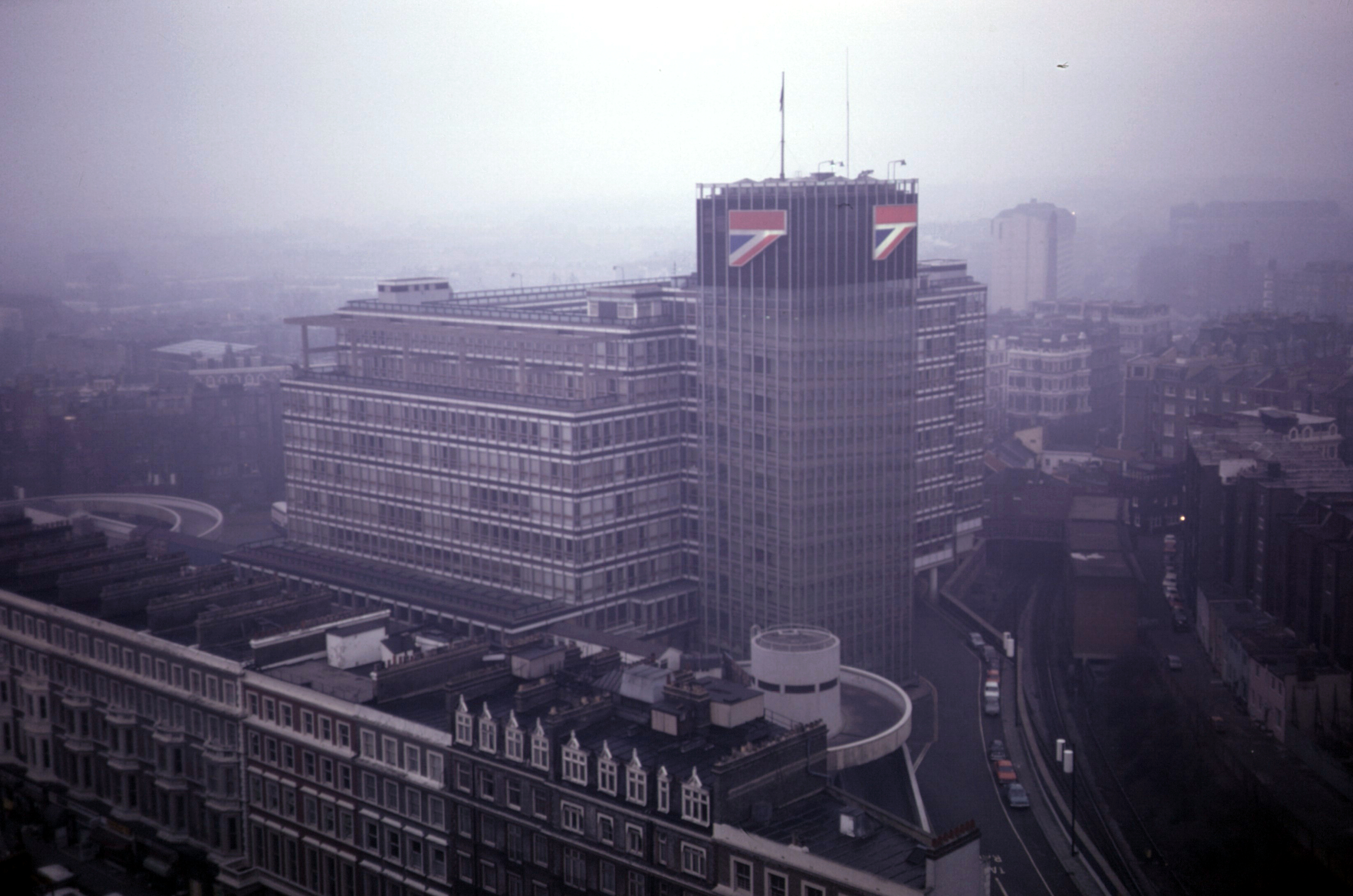
Das West London Air Terminal der BEA in Kensington, 1976

Die Gesellschaft wurde am 1. August 1946 nach der Maßgabe des British Civil Aviation Act gegründet und übernahm zunächst die innerbritischen Flugdienste von zehn kleineren privaten Fluggesellschaften, die während der Kriegszeit unter dem Associated Airways Joint Committee tätig waren. Ferner übertrug British Overseas Airways Corporation (BOAC) dem neuen Unternehmen ihr gesamtes europäisches Streckennetz, das u. a. die wichtigen Zielorte Paris, Brüssel und Amsterdam umfasste. Hauptbasis bis zur Fertigstellung des neuen Flughafens London-Heathrow war der nahegelegene Flughafen Northolt.
BEA expandierte schnell und baute schrittweise ihr Streckennetz aus, sodass schon bald nahezu jede europäische Hauptstadt angeflogen wurde. Mit der Verfügbarkeit des neuen Jets BAC 1-11 konnte BEA ihren Verkehrsanteil des gemeinsam mit Pan Am und Air France durchgeführten innerdeutschen Linienverkehrs von und nach West-Berlin um 35 Prozent steigern, als der Turboprop-Typ Vickers Viscount ersetzt wurde.
Am 1. April 1972 folgte der Zusammenschluss mit BOAC zur British Airways. Als unabhängige European Division existierte BEA noch bis zum 1. April 1974, dem Tag der Betriebsaufnahme der neuen British Airways (Operating) Division.

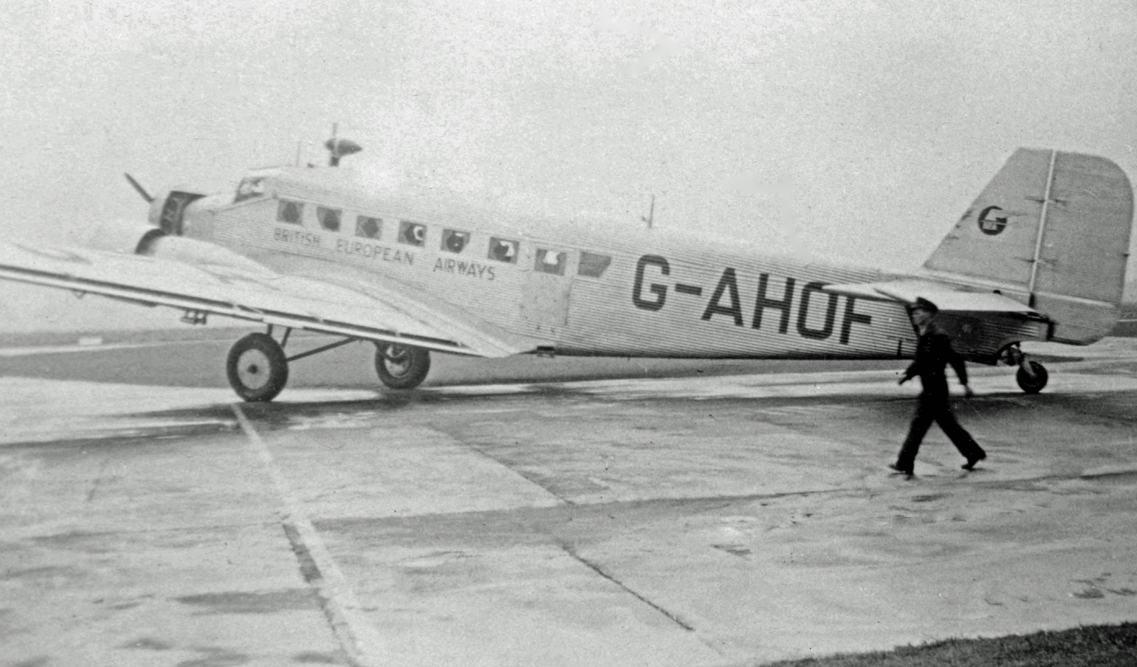
Junkers Ju 52 der BEA, 1947

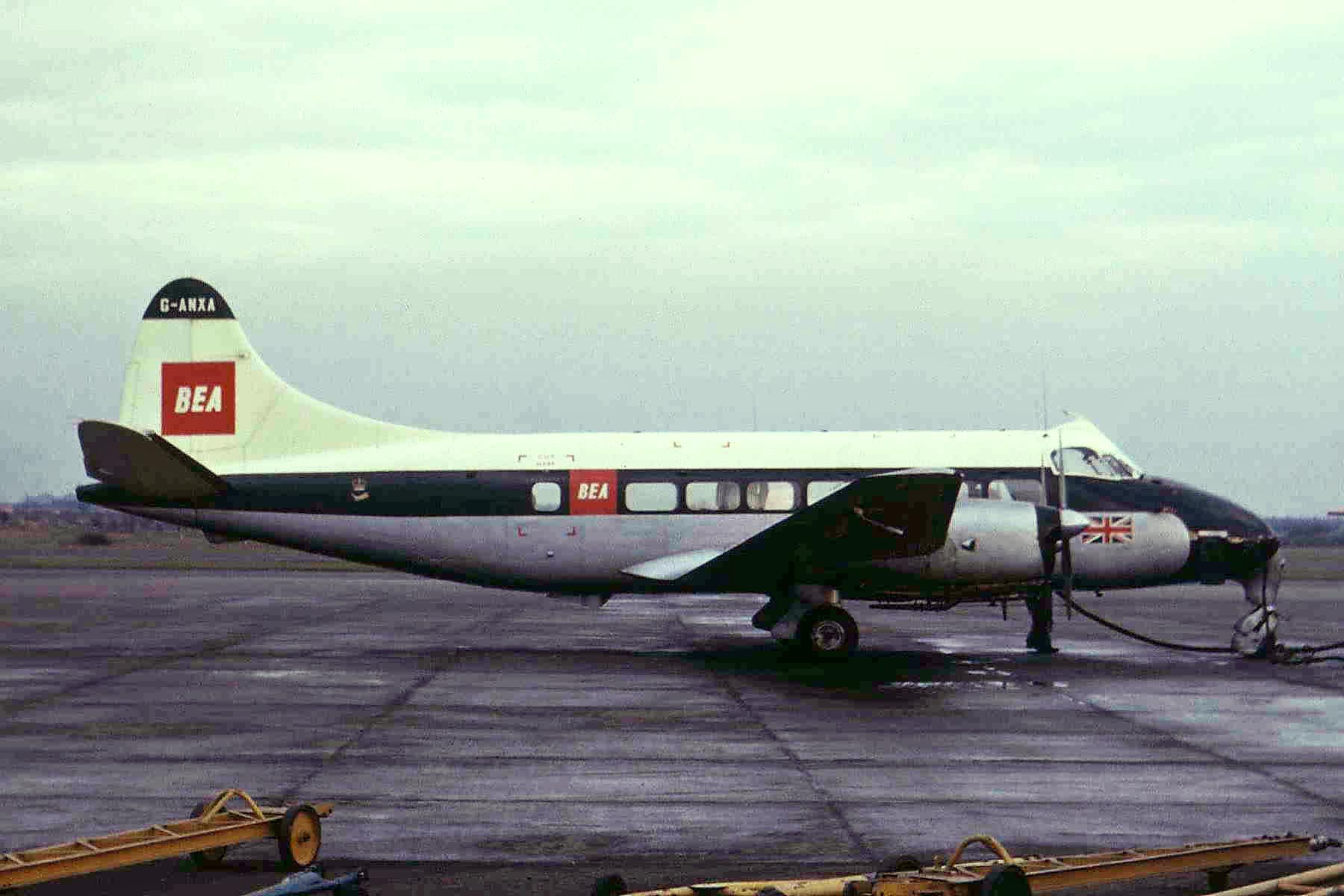
De Havilland DH.114 Heron der BEA, 1965

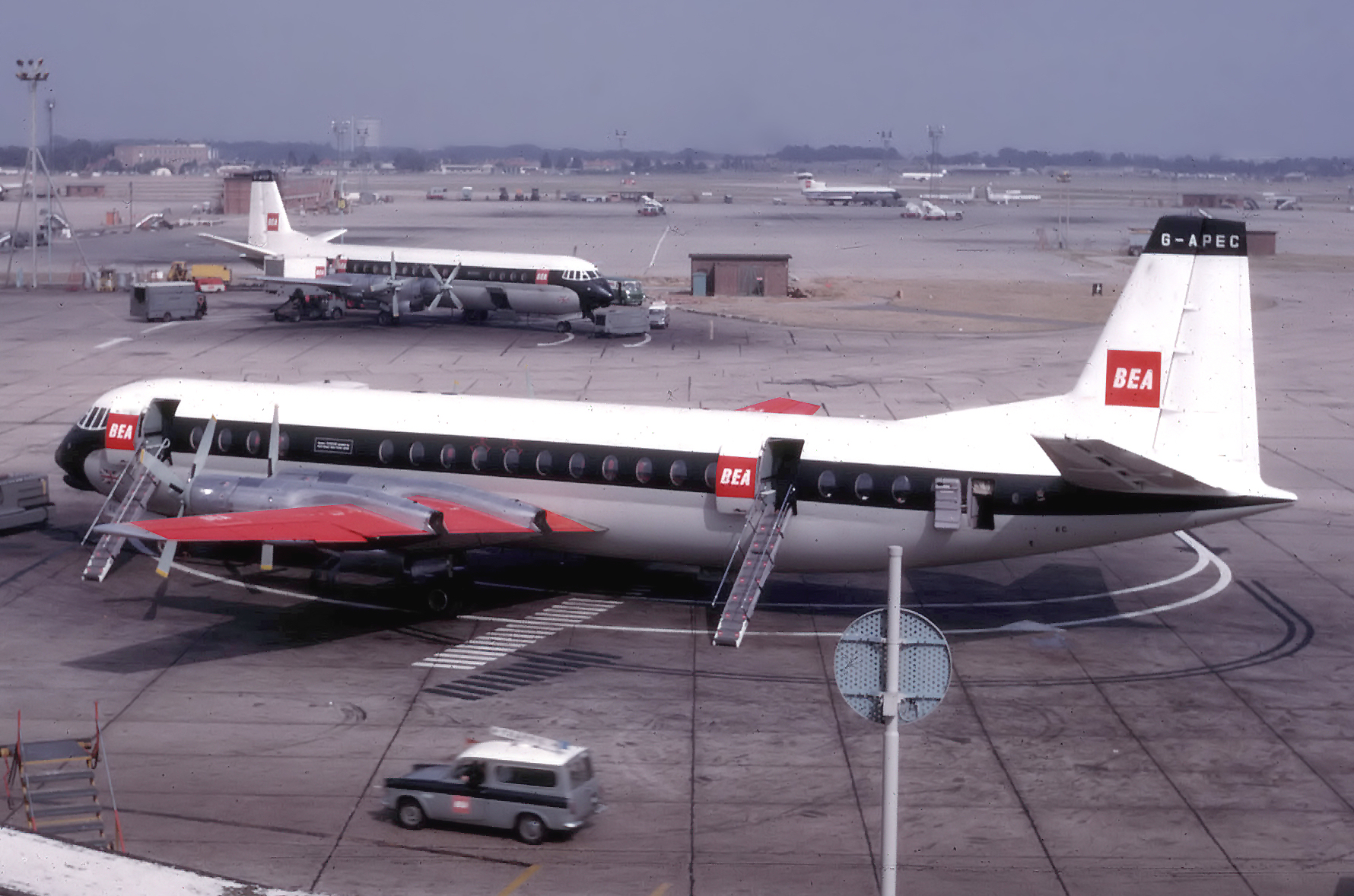
Vickers Vanguard der BEA

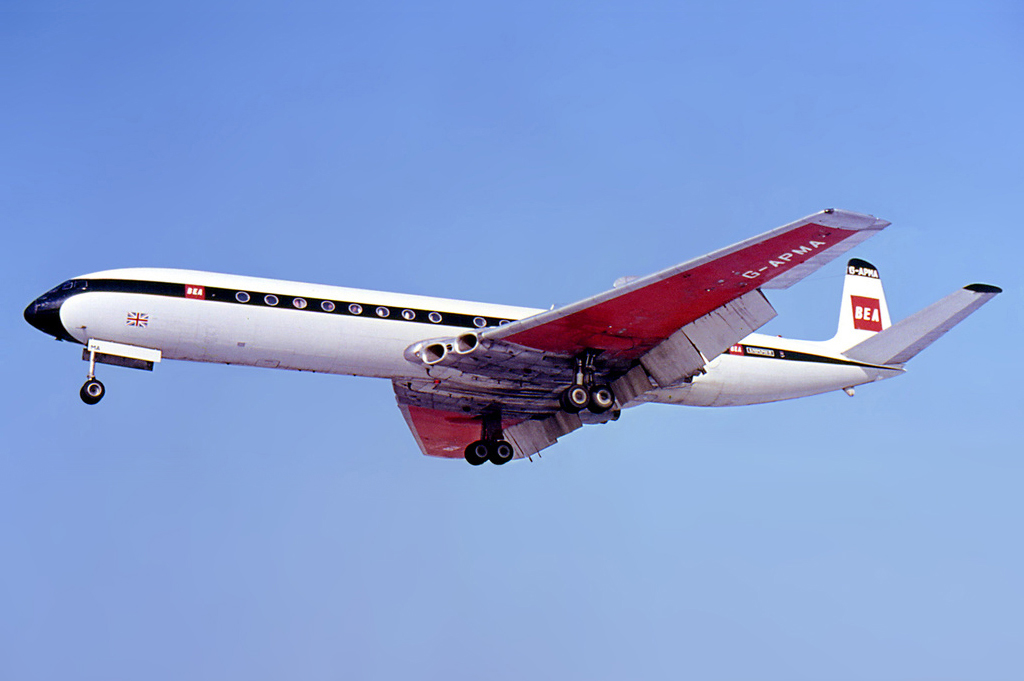
De Havilland DH 106 Comet 4B der BEA, 1969

## Flotte
Als Grundstock transferierte BOAC zahlreiche Douglas DC-3 C-47 an BEA, und zum Höhepunkt im Jahr 1956 verfügte BEA über 65 dieser Flugzeuge. Auch elf Junkers Ju 52/3mg8e der ehemaligen deutschen Luftwaffe wurden von 1946 bis 1947 als „Jupiter“-Klasse auf Inlandsstrecken eingesetzt. De Havilland DH.89 Dragon Rapide wurden als „Islander Class“ auf Routen in Schottland sowie nach den Kanalinseln und Scilly eingesetzt.
Am 1. September 1946 konnte BEA die neue Vickers Viking auf den Routen nach Oslo und Kopenhagen in Dienst stellen. Vom Grundmodell Viking 1A erhielt BEA elf Exemplare, von der verbesserten Serie 1B flogen 31 Maschinen bei der Gesellschaft.
Im Mai 1951 erhielt BEA ihre erste Airspeed AS 57 „Ambassador“, die bei der Airline unter dem Namen „Elizabethan“ bekannt wurden. Der erste Linieneinsatz der AS.57 erfolgte am 13. März 1952 auf der Route London–Paris, doch bereits 1958 erfolgte deren endgültige Ablösung durch das neue Turboprop-Muster Vickers Viscount 701.
Bereits am 18. April 1953 kam die erste Viscount 701 zwischen London und Nicosia (Zypern) zum Einsatz. Nachfolgemuster der Viscount 701 wurden die größeren Viscount 802 und 806.
Ab 1955 wurden 14-sitzige De Havilland DH.114 Heron in Schottland, den Orkney-Inseln, Shetland-Inseln und den Äußeren Hebriden eingesetzt, auch als Ambulanzflugzeuge.
Als größtes Turbopropflugzeug gelangte am 17. Dezember 1960 die 135-sitzige Vickers 951 „Vanguard“ zwischen London und Paris in den Streckeneinsatz. Die Vanguard blieb als Passagierflugzeug bis 1974 im Einsatz, als (umgebaute) Frachtmaschine noch bis 1979.
Als ersten Jet stellte BEA bereits am 1. April 1960 die De Havilland DH 106 Comet 4B auf der Route London-Moskau in Dienst.
Die nach BEA-Spezifikationen entwickelte HS.121 Trident 1C gelangte am 11. März 1964 zum Einsatz und löste weitgehend Vickers 951 und 953 „Vanguard“ und die Comet 4B auf den wichtigsten Routen ab.
Anfang 1966 begann bei British Aircraft Corporation (BAC) die Entwicklung eines zweistrahligen, 100-sitzigen Kurzstrecken-Verkehrsflugzeuges gemäß einem von BEA ausgearbeiteten Pflichtenheft. Die endgültigen Spezifikationen des One-Eleven 500 genannten Projekts wurden im September 1966 festgelegt, und am 27. Januar 1967 unterzeichnete BEA den Liefervertrag für 18 BAC 1-11 Srs.510 mit Option für sechs weitere Flugzeuge. Primär waren die neuen Flugzeuge für den Betrieb auf dem innerdeutschen Streckennetz der BEA vorgesehen, sollten aber auch auf innerbritischen Hauptstrecken Verwendung finden. Den ersten Liniendienst absolvierte die 1-11 Srs.500 am 17. November 1968 auf der Route Manchester–London-Heathrow. Von der Comet 4B wurden die Routen von London-Heathrow nach Berlin-Tempelhof, Bremen, Düsseldorf und Hannover übernommen, von der „Vanguard“ die Dienste von Manchester und Glasgow nach Berlin-Tempelhof und Düsseldorf.
Ab Jahresbeginn 1969 kam die 1-11 Srs.500 auch auf den Routen von London-Heathrow nach Birmingham, Shannon und Dublin zum Einsatz sowie von Manchester nach Glasgow und Birmingham und von Glasgow nach Dublin.
Ab 1968 wurde die Trident-1C-Flotte durch die verbesserte Trident 2E ergänzt, und ab 1971 erfolgte der Einsatz der vergrößerten Trident 3, die unverzüglich auf den längsten und wichtigsten Routen im BEA-Streckennetz zum Einsatz kam. Dazu zählten primär die Verbindungen von London nach Athen, Nicosia, Rom, Paris, Istanbul und Belgrad.

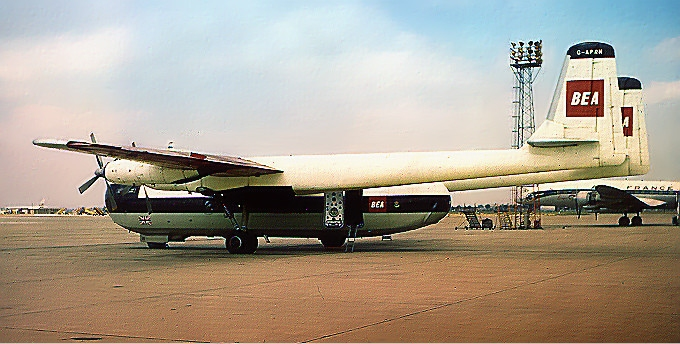
Frachtflugzeug Armstrong Whitworth Argosy der BEA, 1962

BEA unterhielt auch ein umfangreiches Frachtstreckennetz, das zunächst mit DC-3 und Vickers Viking beflogen wurde. Von 1961 bis 1970 kamen hier insgesamt 9 Exemplare der mit einem Bug- und Hecktor ausgestatteten Armstrong Whitworth Argosy zum Einsatz. Dieser Flugzeugtyp wurde speziell für Transportaufgaben der Royal Air Force entwickelt, eignete sich aber auch hervorragend für die Bedürfnisse eines schnellen zivilen Frachtflugverkehrs. Zwischen 1969 und 1973 erfolgte der Umbau von neun Vickers „Vanguard“ zu „Merchantman“-Frachtflugzeugen, die wegen ihrer größeren Frachtkapazität die „Argosy“ ersetzten.
In Ermangelung eines geeigneten britischen Großraum-Flugzeugtyps erhielt BEA 1972 die Genehmigung zum Import von vier Lockheed L 1011-1 „TriStar“, die als Ersatz für die Trident 3 ab 1973 in Dienst gestellt werden sollten.
Nach dem Zusammenschluss von BEA und BOAC wurde die „TriStar“-Order an die Overseas Division (vormals BOAC) transferiert.

## Zwischenfälle
Von 1946 bis 1973 kam es zu insgesamt 34 Totalverlusten bei British European Airways. Dabei kamen 538 Menschen ums Leben. Auswahl:
- Am 7. August 1946 flog eine Douglas DC-3/C-47A (Luftfahrzeugkennzeichen G-AHCS) bei niedrigen Wolken während des Anflugs auf den Flughafen Oslo-Gardermoen in die Ostflanke des Mistberget, 19 km nördlich des Flughafens. Die Kollision mit Bäumen überlebten 13 der 16 Insassen; 3 Besatzungsmitglieder wurden getötet.[3]

- Am 26. Januar 1947 verunglückte eine Junkers Ju 52/3m der BEA (G-AHOK) in der Nähe des Flughafens Glasgow-Renfrew (Schottland). Die Maschine wurde irreparabel beschädigt. Nähere Umstände, auch über Opfer, sind derzeit nicht bekannt.[4]

- Am 6. Januar 1948 verunglückte eine Vickers Viking 1B der British European Airways (BEA) (G-AHPK) beim Durchstarten auf dem Flughafen Northolt (Vereinigtes Königreich). Trotz mehrfachen Durchstartens bei schlechter Sicht wurde nicht zu einem anderen Flugplatz ausgewichen. Stattdessen streifte das Flugzeug im Tiefflug Bäume und schlug in einem gepflügten Acker auf. Bei diesem CFIT (Controlled flight into terrain) wurde ein Besatzungsmitglied getötet, die anderen 17 Insassen überlebten.[5]

- Am 5. April 1948 kollidierte eine Vickers Viking 1B der BEA (G-AIVP) während des Landeanflugs mit einem sowjetischen Jagdflugzeug des Typs Jakowlew Jak-3 und stürzte außer Kontrolle rund drei Kilometer vom Flugplatz Berlin-Gatow, Deutschland entfernt ab. Der sowjetische Pilot hatte dort verbotswidrig Kunstflugmanöver geflogen. Alle 15 Menschen in den beiden Maschinen wurden getötet (siehe auch Flugzeugkollision bei Berlin-Gatow 1948).[6]

- Am 21. April 1948 wurde eine Vickers Viking 1B der BEA (G-AIVE) im Anflug auf den Flughafen Glasgow-Renfrew (Schottland) in den nur 484 Meter hohen Berg Irish Law geflogen. Diesen CFIT (Controlled flight into terrain) überlebten erstaunlicherweise alle 20 Insassen.[7]

- Am 30. Juli 1948 musste auf einer Douglas DC-3/C-47A-1-DK der BEA (G-AGIX) während des Fluges von Edinburgh zum Flughafen Northolt das Treibwerk Nr. 2 (rechts) abgestellt werden. Durch die erforderliche Höchstleistung wurde dann das Triebwerk Nr. 1 (links) überlastet. Beim Versuch, in der Dämmerung auf dem Flugplatz Sywell notzulanden, streifte das Flugzeug eine Hochspannungsleitung; es kam zu einer Bauchlandung in einem Weizenfeld. Alle 19 Insassen überlebten den Unfall, fünf Besatzungsmitglieder und 14 Passagiere. Das Flugzeug wurde irreparabel beschädigt.[8]

- Am 19. Februar 1949 kollidierte eine Douglas DC-3/C-47 der BEA (G-AHCW) nahe Exhall (Warwickshire, England) mit einer Avro Anson der Royal Air Force (RAF) (VV243). Beide Maschinen flogen bei klarem Wetter in einer Höhe von 4500 Fuß (1370 Meter) und stürzten ab. Alle 10 Insassen, vier Besatzungsmitglieder und 6 Passagiere, kamen ums Leben, ebenso alle 4 Insassen der Avro Anson.[9]

- Am 19. August 1949 wurde eine Douglas DC-3/C-47A der BEA (G-AHCY) während des Anflugs auf den Flughafen Manchester in die Hügel 24 km nordöstlich des Flughafens geflogen. Bei diesem CFIT, Controlled flight into terrain, wurden 24 der 32 Insassen getötet (alle 3 Besatzungsmitglieder und 21 Passagiere).[10]

- Am 17. Oktober 1950 fiel bei einer Douglas DC-3/C-47A der BEA (G-AGIW) kurz nach dem Start vom Flughafen Northolt in Richtung Glasgow ein Triebwerk aus. Beim Versuch der Rückkehr verlor die Maschine immer mehr an Höhe, auch weil das Fahrwerk ausgefahren war, kollidierte mit Bäumen und schlug auf dem Boden auf. Von den 29 Insassen überlebte nur ein Besatzungsmitglied.[11]

- Am 31. Oktober 1950 wurde eine Vickers Viking 1B der BEA (G-AHPN) bei starkem Nebel auf dem Flughafen London Heathrow bewusst unter die Entscheidungshöhe geflogen. Beim missglückten Durchstartversuch schlug die Maschine auf dem Boden auf und explodierte. Von den 30 Insassen wurden 28 getötet.[12][13]

- Am 5. Januar 1953 flog eine Vickers Viking 1B der BEA (G-AJDL) nach einem planmäßigen Flug vom Flughafen Northolt am Flughafen Belfast-Nutts Corner, Nordirland, vor der Landebahn in die Anflugbefeuerung und dann in das Gebäude des Instrumentenlandesystems. Dabei starben 27 Menschen, 8 überlebten den Unfall.[14][15]

- Am 12. August 1953 platzte an einer Vickers Viking 1B der BEA (G-AIVG) beim Start vom Flughafen Paris-Le Bourget (Frankreich) ein Reifen. Die Piloten kehrten zurück und machten eine geplante Bauchlandung. Dabei wurde das Flugzeug irreparabel beschädigt. Alle 34 Insassen, die vier Besatzungsmitglieder und 30 Passagiere, überlebten den Unfall.[16]

- Am 8. April 1955 kam es sechs Minuten nach dem Start der Airspeed Ambassador mit dem Luftfahrzeugkennzeichen G-AMAB zum Ausfall eines Triebwerks, was die Piloten zur Rückkehr und einer Notlandung auf dem Flughafen Düsseldorf veranlasste. Das Durchstarten aufgrund unzureichender Sichtverhältnisse endete in einer Bruchlandung 9 Kilometer außerhalb des Flughafens. Alle 53 Personen an Bord überlebten den Unfall.[17]

- Am 20. Januar 1956 überschlug sich eine Vickers Viscount 701 der BEA (G-AMOM) am Flughafen Blackbushe. Die Maschine startete zu einem Trainingsflug, als der Trainingskapitän versehentlich beide rechte Triebwerke gleichzeitig stilllegte. Die gesamte fünfköpfige Besatzung überlebte.[18][19]

- Am 14. März 1957 stürzte eine aus Amsterdam kommende Vickers Viscount 701 der BEA (G-ALWE) im Landeanflug auf den Flughafen Manchester in ein Wohngebiet in Wythenshawe. Ursache war der Ermüdungsbruch einer Landeklappenaufhängung. Alle 20 Insassen der Maschine sowie zwei Menschen am Boden kamen ums Leben (siehe auch British-European-Airways-Flug 411).[20]

- Am 23. Oktober 1957 verfehlte eine Vickers Viscount 802 der BEA (G-AOJA) beim Anflug auf den Flughafen Belfast-Nutts Corner die Landebahn. Beim Durchstartversuch stürzte sie 300 Meter südlich des westlichen Endes der Landebahn ab. Alle sieben Insassen kamen ums Leben.[21]

- Am 17. November 1957 befand sich eine Vickers Viscount 802 der BEA (G-AOHP) auf einem Frachtflug von London Heathrow nach Kopenhagen. Im Anflug fielen drei der vier Triebwerke aufgrund einer Fehlfunktion im Enteisungssystem aus. Bei einer Bauchlandung 28 Kilometer nordwestlich des Flughafens wurde die Maschine zerstört, aber beide Piloten überlebten.[22]

- Am 6. Februar 1958 kam es zum Startunfall der Airspeed AS 57 Ambassador G-ALZU auf dem BEA-Flug 609 am Flughafen München-Riem. An Bord befand sich dabei auch die Fußballmannschaft von Manchester United. Bei dem Unfall kamen 23 der 44 Menschen an Bord ums Leben.[23]
- Am 28. April 1958 wurde eine Vickers Viscount 802 der BEA (G-AORC) im Anflug auf den Flughafen Prestwick ins Gelände geflogen und brannte aus. Gründe waren eine Instrumenten-Fehlinterpretation des Kapitäns, mangelhafte Zusammenarbeit innerhalb der Cockpit-Crew und ein ergonomisch schlecht gestalteter Höhenmesser mit zweideutiger Anzeige. Alle fünf Insassen überlebten.[24]

- Am 16. Mai 1958 geriet eine Douglas DC-3/C-47A-25-DL der BEA (G-AGHP) auf dem Flug nach Nizza in ein Gewitter. Die Besatzung wünschte einen Sinkflug von 7500 auf 5500 Fuß, der auch genehmigt wurde. Bevor die Besatzung dies noch bestätigen konnte, brach das Flugzeug in der Luft auseinander und stürzte bei Châtenoy (Loiret) (Frankreich) ab. Alle 3 Besatzungsmitglieder, die einzigen Insassen auf dem Frachtflug, kamen ums Leben.[25]

- Am 22. Oktober 1958 kollidierte eine Vickers Viscount 701C der BEA (G-ANHC) auf dem Flug von London nach Neapel mit einer North American F-86E der italienischen Luftwaffe. Alle 31 Insassen der Viscount wurden getötet; der Militärpilot konnte sich mit dem Schleudersitz retten (siehe auch British-European-Airways-Flug 142).[26]

- Am 5. Januar 1960 fiel bei einer Viscount 701 der BEA (G-AMNY) nach dem Aufsetzen am Zielflughafen Malta das Hydrauliksystem und damit die Bremsen und die Bugradsteuerung aus. Auf dem abschüssigen Gelände rollte die Maschine gegen den Kontrollturm. Keiner der 51 Insassen kam zu Schaden, das Flugzeug war allerdings schrottreif.[27]

- Am 7. Januar 1960 brach bei einer Viscount 802 der BEA (G-AOHU) nach dem Aufsetzen am Flughafen London Heathrow das Bugfahrwerk zusammen, da der Kapitän bei mangelhafter Sicht in dichtem Nebel auf selbigem zuerst gelandet war. Das ausgebrochene Feuer zerstörte das gesamte Flugzeug. Dennoch überlebten alle 59 Insassen.[28]

- Am 21. Dezember 1961 ging eine De Havilland Comet 4B (G-ARJM) auf dem Flug vom Flughafen Ankara-Esenboğa nach Nikosia unmittelbar nach dem Abheben in eine extrem steile Fluglage über, erlitt einen Strömungsabriss und stürzte zu Boden. Als Ursache wird eine Fehlfunktion des künstlichen Horizonts auf der Seite des Kapitäns vermutet. Von den 34 Menschen an Bord kamen 27 ums Leben (siehe auch British-European-Airways-Flug 226).[29]

- Am 4. Juli 1965 wurde eine Armstrong Whitworth Argosy 222 der BEA (G-ASXL) im Anflug auf den Flughafen Mailand-Linate (Italien) während einer Gewitterlage 61 Kilometer südlich des Flughafens in den Boden geflogen. Die Maschine sprang wieder hoch und brach beim nächsten Aufprall komplett auseinander. Diesen CFIT (Controlled flight into terrain) überlebten trotzdem beide Besatzungsmitglieder, die einzigen Insassen auf dem Frachtflug. Es war der erste Totalverlust einer Argosy.[30]

- Am 27. Oktober 1965 stürzte die Vickers Vanguard G-APEE auf dem Flug von Edinburgh um 01:23 Uhr nachts während des dritten Anflugversuchs im Nebel auf den Flughafen London-Heathrow beim Durchstartmanöver auf die Landebahn 28R ab. Alle 36 Insassen kamen ums Leben. Als Ursachen wurden u. a. Übermüdung, mangelnde Erfahrung und Training sowie die Fehlbedienung der unergonomisch konstruierten Landeklappenhebel ermittelt.[31]

- Am 21. Januar 1967 wurde eine Douglas DC-4/C-54A der britischen Air Ferry (G-ASOG) im Anflug auf den Flughafen Frankfurt rund 2700 Meter vor der Landebahn in den Wald geflogen. Die Maschine kam als Frachtflug im Auftrag von Lufthansa und British European Airways vom britischen Flughafen Manchester. Die beiden Piloten wurden getötet. Als Hauptursachen für den Verlust der Höhenorientierung der Piloten wurden eine falsche Einstellung der Höhenmesser sowie die zeitlich falsche Nutzung der Checkliste ermittelt (siehe auch British-European-Airways-Flug 200).[32][33][34][35]

- Am 12. Oktober 1967 stürzte eine De Havilland Comet 4 (G-ARCO) auf dem Flug von Athen nach Nikosia aufgrund einer Bombenexplosion 35 Kilometer südlich von Demre (Türkei) ins Mittelmeer. Alle 66 Menschen an Bord kamen ums Leben.[36]

- Am 4. Dezember 1967 versuchten die Piloten einer Armstrong Whitworth Argosy 222 (G-ASXP) vom Flughafen Stansted mit einem simulierten Triebwerksausfall zu starten. Nach dem Abheben kam es zum Kontrollverlust, die Maschine überschlug sich am Boden und brannte aus. Die dreiköpfige Besatzung überlebte.[37]

- Am 2. Oktober 1971 verlor die Vickers Vanguard (G-APEC) auf dem Flug 706 über Belgien aufgrund von unerkannter Korrosion beide Höhenleitwerksflächen. Die Maschine war danach unsteuerbar und stürzte mit dem Bug voran senkrecht vom Himmel. Alle 63 Insassen wurden getötet.[38]

- Am 18. Juni 1972 stürzte eine Hawker Siddeley Trident 1C der BEA (G-ARPI) drei Minuten nach dem Start vom Flughafen London-Heathrow (Vereinigtes Königreich) ab. In einer Höhe von 540 Metern wurden die Vorflügel bei einer um 60 Knoten (111 km/h) zu niedrigen Geschwindigkeit eingefahren, was zu einem Strömungsabriss führte. Die Automatik zur Verhinderung des Strömungsabrisses (stick pusher) wurde manuell abgeschaltet, so dass die Maschine auf dem Boden aufschlug. Alle 118 Menschen an Bord starben. Dies war der schwerste Unfall einer Trident.[39][40]

- Am 19. Januar 1973 wurde eine Vickers Viscount 802 der BEA (G-AOHI) auf einem Testflug vom Flughafen Glasgow aus in den knapp 1200 Meter hohen Gipfel des Ben More geflogen, rund 60 Kilometer nördlich von Glasgow. Alle vier Insassen, zwei Crewmitglieder und zwei Passagiere, wurden getötet.[41]